# Tadeusz Mazowiecki

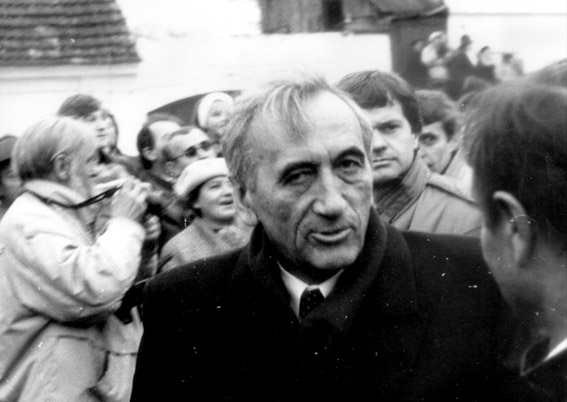
Tadeusz Mazowiecki.

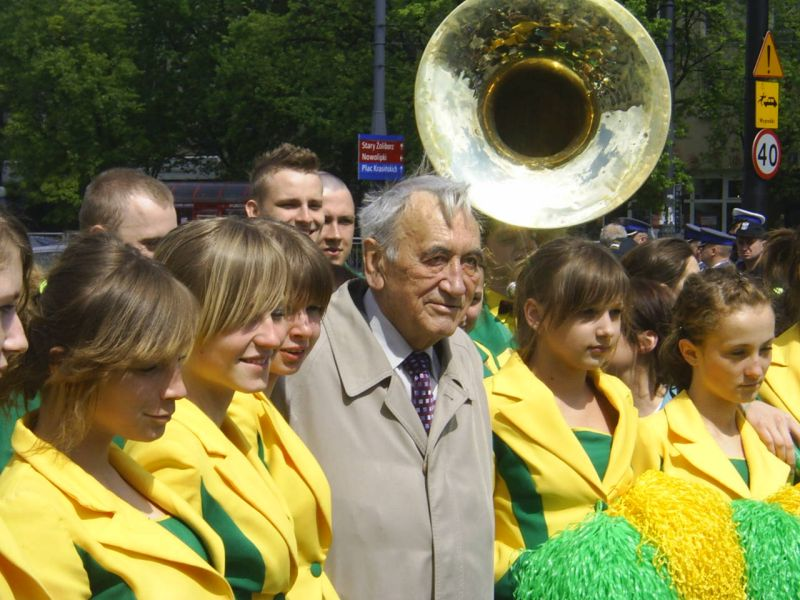
(2007)

Tadeusz Mazowiecki, född 18 april 1927 i Płock, död 28 oktober 2013 i Warszawa, var en polsk författare, journalist och politiker. Han var aktiv i Solidaritet och spelade en ledande roll i dess arbete att införa demokrati i Polen. Mazowiecki var det forna östblockets förste folkvalde premiärminister och hans ämbetsperiod var mellan 24 augusti 1989 och 4 januari 1991.